# Martailly-lès-Brancion
Martailly-lès-Brancion – miejscowość i gmina we Francji, w regionie Burgundia-Franche-Comté, w departamencie Saona i Loara.
Według danych na rok 1990 gminę zamieszkiwało 146 osób, a gęstość zaludnienia wynosiła 16 osób/km² (wśród 2044 gmin Burgundii Martailly-lès-Brancion plasuje się na 765. miejscu pod względem liczby ludności, natomiast pod względem powierzchni na miejscu 982.).